# Укргідропроект
Укргідропроект – українське проектне підприємство в галузі гідроенергетики.

## Історія
Публічне акціонерне товариство «Укргідропроект» створено у 1994 р. на базі державного інституту «Укргідропроект», який було засновано 25 травня 1927 року. Зараз це найбільша організація, що спеціалізується на проектуванні у галузі гідротехніки та водного господарства. За проєктами фахівців Укргідропроекту побудовані каскади гідроелектростанцій на річках Дніпро та Дністер, обґрунтовано будівництво гідроакумулюючих електростанцій (ГАЕС) на річках Дністер, Південний Буг, а також Канівської ГАЕС на Дніпрі.
Колектив Укргідропроекта є автор проєктів будівництва каналів Дніпро-Донбас, Сіверський Дінець-Донбас, цілої низки водосховищ на Харківщині, на Донбасі та Криворіжжі, що забезпечують надійне водопостачання цих регіонів.
Починаючи з 1996 р., Укргідропроект щорічно збільшує обсяги проєктно-пошукових робіт. Сьогодні за проєктом колективу продовжується будівництво Дністровської ГАЕС, найбільшої у Європі, Ташлицької ГАЕС на ріці Південний Буг. Планується поновити будівництво Канівської ГАЕС на Дніпрі.
У 1995 р. почато реконструкцію ГЕС Дніпровського каскаду, перший етап якої завершено у 2002 р. за проєктами підприємства.
Останніми роками опрацьовано чимало технічних пропозицій, наприклад з реконструкції малих ГЕС України, ефективного використання енергетичного потенціалу ріки Тиса, будівництву вітроелектростанцій, зокрема в Криму. Переглянуто концепцію розвитку гідроенергетики України.
Колектив Укргідропроекта успішно вийшов на світовий ринок і за короткий час довів високий професійний рівень своїх фахівців та конкурентноспроможність своєї продукції, а також можливість плідно співпрацювати з колегами з Австрії, Швейцарії, Росії, Китаю, Румунії та інших країн.
Значна частина сучасної діяльності підприємства спрямована на проєктування ГЕС та надання інжинірингових послуг за межами України. Протягом останніх 10 років за проєктами підприємства у В'єтнамі побудовано ГЕС Тхакмо потужністю 150 МВт та водоскидні споруди ГЕС Ялі, ведеться будівництво ГЕС Кан Дон потужністю 72 МВт. У Мексиці, як лідер консорціуму Укргідропроект виконав проєкт гідровузла Сан-Рафаель та забезпечив поставку для нього комплекту устаткування. Виконувались проєкти ГЕС у Китаї, Бразилії, Мексики, Туреччині, проєкт насосної станції Насірія в Іраку та ін.
У 2000 р. Укргідропроект, один з перших, сертифіковано за Європейською системою якості ISO 9001-1994, а у 2003 р. за її новою версією ISO 9001-2000, яку успішно впроваджено у виробництві.
За досягнення у розвитку гідроенергетики України у 1982 р. колектив Укргідропроекта нагороджено Почесною грамотою Президії Верховної Ради Української РСР, а у 2002 р. — Почесною грамотою Кабінету Міністрів України. У листопаді 2001 р. VIII Міжнародним Рейтингом популярності та якості «Золота Фортуна» Укргідропроект нагороджено орденом «За трудові досягнення» III ступеня, а у серпні 2002 р. колективу вручено Золоту Стелу та Диплом у номінації «Якість третього тисячоліття».
Укргідропроект є корпоративним членом Міжнародної Гідроенергетичної Асоціації (ІНА, реєстраційний номер CS3-305), а також членом Міжнародної ради з великих електричних систем (реєстраційний номер 220030007). Крім того, його зареєстровано як консультуючу компанію Світового Банку у системі DACON (реєстраційний № 2567).

## Спеціалізація
Підприємство виконує комплекс робіт, пов'язаних з гідроенергетичним, водогосподарським, житловим, промисловим та іншими видами будівництва, включаючи:
1.1 Інженерні вишукування:
- інженерно-геологічні, гідрогеологічні;
- топографо-геодезичні;
- гідрологічні, гідрометричні;
- геофізичні.

1.2 Проєктування:
- гідроенергетичних і водогосподарських об'єктів;
- судноплавних споруд;
- схем раціонального використання та охорони водних ресурсів, природоохоронних заходів;
- споруд водопостачання (у тому числі магістральних каналів) і каналізації;
- регулювання русел рік і захисних споруд від підтоплення і затоплення;
- вітрових електричних станцій;
- хвостосховищ гірничо-збагачувальних підприємств;
- електропостачання, автоматизації та зв'язку всіх об'єктів проєктування;
- електричних підстанцій; ліній електропередач, радіо, зв'язку, радіорелейних ліній зв'язку;
- житлових утворень (міста, селища, села) з інфраструктурою;
- об'єктів промислового і цивільного будівництва.

1.3 Консультаційні послуги.
1.4 Розробка правил експлуатації об'єктів і систем забезпечення безпеки споруджень.
1.5 Розробка тендерної документації і ведення тендерного процесу.
1.6 Авторський нагляд за будівництвом.
1.7 Експертиза проєктів.
1.8 Технічна координація опрацювання та постачання технологічного устаткування

## Проєкти

### ГЕС
Україна
- ДніпроГЕС
- Кременчуцька ГЕС
- Київська ГЕС
- Канівська ГЕС
- Дністровська ГЕС-2
- Дністровська ГЕС-1
- Середньодніпровська ГЕС
- Каховська ГЕС

Ефіопія
- ГЕС Велика Гребля Ефіопського Відродження

В'єтнам
- ГЕС Кан Дон
- ГЕС Ялі
- ГЕС Нам Чієн
- ГЕС Тхакмо

Афганістан
- ГЕС Наглу

Грузія
- ГЕС Мткварі

Білорусь
- Полоцька ГЕС
- Гродненська ГЕС

### ГАЕС
- Київська ГАЕС
- Канівська ГАЕС
- Ташлицька ГАЕС
- Дністровська ГАЕС

### МГЕС
- Теребле-Ріцька ГЕС

## Керівництво
- Крайник Вадим Ярославович
- Жакун Анатолій Миколайович
- Погосян Сергій Миколайович
- Ночовкін Юрій Олександрович
- Кривицький Володимир Володимирович